# Abondance
Abondance (in italiano, desueto, Abbondanza) è un comune francese di 1 450 abitanti situato nel dipartimento dell'Alta Savoia della regione del Alvernia-Rodano-Alpi.

## Storia
La storia del paese è strettamente legata all'abbazia di Abondance.
La popolazione era dedita all'attività agricola, all'allevamento di mucche e alla produzione del formaggio Abondance le cui origini risalgono al XIV secolo.
All'inizio del XX secolo iniziò ad essere meta turistica grazie alla bellezza del luoghi e la qualità del clima. La pratica dello sci risale agli anni Trenta. Nel 1964 fu inaugurata una cabinovia.

### Simboli
Lo stemma del comune si blasona:
La Madonna è la titolare della vicina abbazia, mentre il corno dell'abbondanza fa riferimento al nome Abondance, i monti riproducono il paesaggio locale.

## Società

### Evoluzione demografica
Abitanti censiti